# Rhodizonsäure
Rhodizonsäure ist eine chemische Verbindung aus der Gruppe der Oxokohlenstoffe.

## Geschichte
Die Rhodizonsäure wurde 1837 von Johann Florian Heller entdeckt, als er die Produkte der gemeinsamen Erhitzung von Kaliumcarbonat und Holzkohle analysierte.

## Gewinnung und Darstellung
Rhodizonsäure kann durch Oxidation von myo-Inositol oder durch Trimerisierung von Glyoxal in Gegenwart von Cyanid als Katalysator gewonnen werden.

## Verwendung
Rhodizonsäure kann zum Nachweis von Sulfat durch Titration mit einer Bariumchlorid-Standardlösung unter Zusatz des Metallindikators Rhodizonsäure-Natriumsalz verwendet werden. Barium und Strontium geben mit Rhodizonsäure oder deren Natriumsalz rötliche Fällungen.